# Contea di Custer (Oklahoma)
La contea di Custer (in inglese Custer County) è una contea dello Stato dell'Oklahoma, negli Stati Uniti. La popolazione al censimento del 2000 era di 26 142 abitanti. Il capoluogo di contea è Arapaho.